# نيكو مونتانيو
نيكو مونتانيو (بالإنجليزية: Nicco Montaño؛ مواليد 16 ديسمبر 1988) هي مُقاتلة فنون قتالية مختلطة أمريكية.

## وصلات خارجية
- نيكو مونتانيو على موقع يو إف سي (الإنجليزية)
- نيكو مونتانيو على موقع شيردوغ (الإنجليزية)
- نيكو مونتانيو على موقع Tapology.com (الإنجليزية)
- نيكو مونتانيو على موقع IMDb (الإنجليزية)